# Speed-ball
 (juillet 2020).
Si vous disposez d'ouvrages ou d'articles de référence ou si vous connaissez des sites web de qualité traitant du thème abordé ici, merci de compléter l'article en donnant les références utiles à sa vérifiabilité et en les liant à la section « Notes et références ».
Pour les articles homonymes, voir Speedball.
Le Speed-Ball est un sport de raquette dont le principe est de frapper la balle en inversant son sens de rotation autour d’un mât. 
Le Speed-Ball est unique dans les sports de raquette. C’est le seul sport de raquette symétrique car il se joue avec les deux mains. Le Speed-Ball permet donc un équilibre musculaire. Sa pratique permet de développer ses capacités cardio-respiratoires, sa coordination et sa vision périphérique. 
Le Speed-Ball est composé de 4 disciplines : le match, le double, le supersolo et le relais. Ces différentes disciplines demandent aux joueurs de faire des déplacements courts mais rapides (simple et double) aussi bien qu’un travail de coordination et d’endurance (supersolo et relais). Il reste toutefois moins traumatisant pour le dos et les chevilles que les autres sports de raquette car il ne nécessite pas de ramassage de balle ni de courses transversales.

## Histoire

### La naissance du Speed-Ball
L’invention du Speed-Ball est une histoire de famille qui débuta en 1960, en Égypte,. Afin d’exercer son fils, Hussein, à la pratique du tennis sans l’inconvénient d’aller chercher la balle au loin, Mohammed Lotfy, également son entraîneur, eut l’idée d’attacher une balle de tennis abîmée à un fil et ce fil attaché à une boucle autour d'un poteau de métal.
Hussein commença à pratiquer dans la cour de leur maison et, peu de temps après, l'idée d'un nouveau sport de raquettes germa dans l’esprit de son père. Il commença à jouer contre son fils puis à deux équipes composées chacune de 2 joueurs. Il initia les membres de sa famille, sa femme et leurs cinq enfants (Nadia, Fadia, Hussein, Hadia et Ahmad) qui avaient entre 6 et 16 ans.

### L’évolution du Speed-Ball
M. Lotfy continua d’améliorer le matériel de son nouveau sport qu’il appela "Beach-ball" car il l'associait à un jeu de raquettes de plage. La famille Lotfy fit quelques démonstrations sur les plages d’Alexandrie. Le succès de son Beach-ball attira des personnes de tous âges. M. Lotfy décida qu'il devrait en faire un sport et pas seulement un jeu de plage. Le premier terrain officiel fut construit en 1962 dans la ville de Port-Saïd où vivait M. Lotfy. Le nom de ce nouveau sport devint le “Turning-ball” et de grandes compétitions commencèrent à attirer les jeunes.
Cette même année, M. Lotfy obtint le brevet officiel égyptien pour son nouveau sport et publia la règle du jeu qui était simple, à cette époque. À la place de la bobine en plastique actuelle, il y avait une spirale métallique, de sorte que quand un joueur jouait coup droit, il gagnait la partie lorsque la balle atteignait l'extrémité supérieure de la spirale, tandis que l'adversaire qui jouait en revers gagnait si la balle atteignait l'extrémité inférieure de la spirale. Le match se terminait quand un joueur gagnait trois jeux.
M. Lotfy continua d’améliorer le matériel au cours des années suivantes et obtint un brevet officiel américain en 1975. Ce sport prit le nom de “Speed-Ball”.
M. Lotfy fonda la Fédération égyptienne de Speed-Ball en 1984 et organisa le championnat d’Égypte la même année.

### La découverte du Speed-Ball à l'international
En 1985, avec des joueurs égyptiens, il fit de nombreuses démonstrations dans plusieurs pays d’Europe et d’Asie. Cette même année, il créa la Fédération internationale de Speed-Ball (FISB) avec l’aide de René Kippert, président de 1967 à 1985 de la Fédération Française d’Entraînement Physique dans le Monde Moderne (FFEPMM), actuelle Fédération française sports pour tous (FFSPT), et Alain Demolliens, président de 1985 à 1997. M. Lotfy présenta le Speed-Ball au Japon lors d’un échange entre universités qui eut lieu à Kobe près d’Osaka en 1985.
Actuellement, le président de la FISB est le docteur Ahmad Lotfy (le fils de M. Lotfy), les vice-présidents sont M. Masakazu Mori (Japon) et M. Gérald Lecompte (France).
Les premiers championnats du monde de Speed-Ball eurent lieu au Caire (Égypte) en octobre 1986 et ils furent renouvelés les années qui suivirent, excepté en 2001.

### Évolution du matériel

#### La raquette
Raquette de tennis standard à manche long : jugée trop longue.
Raquette de tennis à manche court : jugée trop rapide.
Raquette de tennis en bois : jugée trop lourde.
Et puis, il a conçu une raquette en bois spécial avec des trous pour réduire son poids et réduire la résistance de l'air, mais elle était coûteuse et ne convenait pas pour la production de masse.
Enfin, il opta pour une raquette en plastique (polyamide) et obtint le brevet américain en 1985.

#### La bobine
Au départ, une spirale de métal (Beach-ball et Turn-ball) puis une bobine métallique et enfin une bobine plastique (Speed-Ball).

#### La balle
À l’origine, une balle de tennis attachée à un fil de 1,4 mm de nylon. Aujourd’hui, il s’agit d’une balle plus résistante conçue d'une seule pièce de caoutchouc, l’épaisseur du fil de nylon est de 2 mm. Le nouveau design supprime la ligne d'intersection des deux moitiés de balle de tennis ce qui la rend plus durable, elle a obtenu le brevet américain en 1981.

### Description
Une balle creuse en caoutchouc tourne autour d'un mât métallique de 1,70 m auquel elle est reliée par un fil de nylon (type fil de pêche) de 1,50 m. Le fil est noué au mât par une boucle ou un anneau de plastique pivotant librement autour d'une bobine. Le mât est enfoncé dans un socle lesté de 40 kg à 90 kg. La balle est en forme d'ellipse et on la frappe avec une raquette en plastique rigide avec un manche court (taille de la main) et dont le tamis fait environ 25 cm de diamètre.

## Les disciplines du Speed-Ball
Le Speed-Ball, c’est quatre disciplines : le super-solo (seul), le relais (à 4), le simple (1 contre 1) et le double (2 contre 2).

### Le super-solo

Un super-solo

Il s’agit de jouer seul contre la montre.
Il est composé de 4 mouvements  et pour chacun d’eux, il s’agit d’effectuer le maximum de frappes en un temps donné : 
- Main droite : frappe alternée entre coup droit et revers.
- Main gauche : frappe alternée entre coup droit et revers.
- Deux mains coup droit : le joueur tient une raquette dans chaque main et frappe alternativement coup droit main droite puis main gauche (intérieurs des raquettes).
- Deux mains coup revers : le joueur tient une raquette dans chaque main et frappe alternativement revers main droite puis main gauche (extérieurs des raquettes).

Chaque mouvement est chronométré, sur 30 secondes pour les moins de 15 ans et sur 1 minute pour les 15 et plus.
Un temps de 30 secondes est accordé pour se préparer à effectuer le mouvement suivant.
C'est une épreuve de rapidité, de régularité et d'endurance demandant une bonne coordination et une grande concentration.
Les meilleurs joueurs peuvent faire jusqu'à 150 frappes en une minute.

### Le relais
Le relais est une discipline chronométrée qui se joue par équipe mixte de 4 joueurs : 2 filles, 2 garçons.
Chaque joueur de l’équipe va effectuer un des 4 mouvements de super-solo. Chaque mouvement sera effectué toutes les 30 secondes, chacun son tour, sans pause entre chaque mouvement. Au bout des 2 minutes que dure le relais, la somme des 4 mouvements donne le score final de l’équipe.

#### Le simple

Un match en simple masculin

Le simple, contrairement au solo se joue avec une seule raquette. 
Il oppose deux joueurs en un contre un où le but est d’inverser le sens de rotation de la balle chacun son tour.
Chaque joueur se trouve sur son terrain séparé par une zone neutre du terrain adverse. La zone neutre ne doit être touchée ni traversée par aucun des joueurs.
Pour marquer des points, la balle doit tourner en passant deux fois dans le terrain adverse sans que l'adversaire ne puisse la renvoyer. En cas de faute, le point est perdu.
Le service est alterné, quel que soit le gagnant. Il s’effectue à l’horizontale et dans le sens des aiguilles d’une montre.
Un match se joue en 2 manches gagnantes. Il faut totaliser 10 points pour gagner une manche.
Cette discipline vous demandera de faire des déplacements courts mais rapides. Le gagnant sera celui qui réussira à mettre son adversaire en difficulté pour renvoyer la balle. 
Plus technique que le super-solo, le match de simple vous demandera une bonne lecture du jeu et la mise en place de stratégies pour gagner, ce qui fait que les speed-ballers le trouvent souvent plus ludique.

### Le double

Un match en double homme.

Le double oppose deux équipes de deux joueurs. Les règles sont les mêmes que pour le match en simple avec néanmoins quelques particularités. Dans chaque équipe, les joueurs frappent la balle alternativement. Et lors d’une manche un joueur va toujours servir sur le même joueur.
Les fautes spécifiques au double concernent la rotation des joueurs et la réception de balle.
En championnat de France, seuls les matches double hommes et double dames sont joués. Le double mixte n'existe qu'en compétition internationale.
Cette épreuve demande toutes les qualités du simple, mais aussi une préparation tactique en amont, ainsi qu'une grande coordination et synchronisation, entre les partenaires des binômes.

## Les règles en match

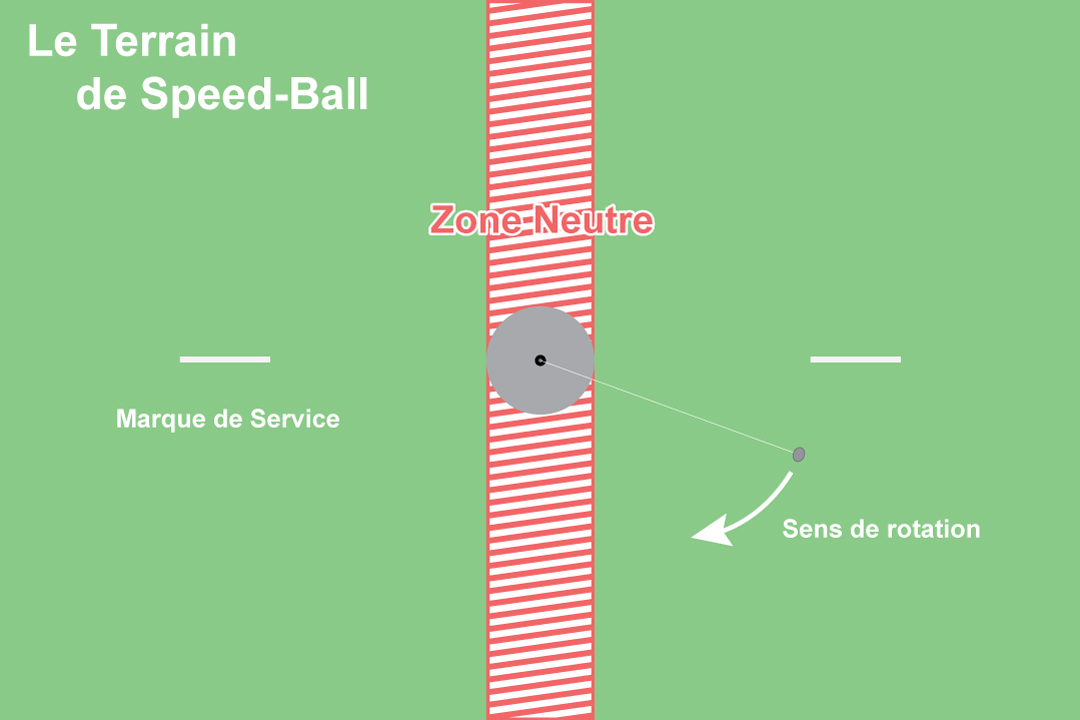

### Le Terrain
Un terrain de Speed-Ball est composé d'une zone pour chaque joueur ou équipe peut évoluer et d'une zone neutre de 60 cm de large où se trouve le mât de Speed-Ball.
- 1 zone pour le joueur ou l’équipe 1
- 1 zone pour le joueur ou l’équipe 2
- 1 zone neutre à ne pas franchir.
- 1 marque de service qui se situe au milieu de chaque zone.

### Le Match de Simple
Le match de simple oppose 2 joueurs sur un terrain divisé en 2 parties égales. 
Un joueur engage et l’adversaire doit renvoyer la balle avant qu’elle ne passe 2 fois devant lui. 
L’engagement se fait à l’horizontale, les autres coups forment des trajectoires plus ou moins verticales (ellipses) pour mettre l’adversaire en difficulté.
Le point est marqué si l’un des joueurs ne renvoie pas la balle au bout du second tour ou s’il fait une faute. 
Le service est alterné après chaque point marqué

#### Déroulement des manches
- La partie se joue en 2 manches gagnantes. Chaque manche est remportée par le joueur qui atteint en premier un total de 10 points.

#### Le Service
- Le joueur qui gagne le tirage au sort choisit le terrain ou la balle (servir ou recevoir).
- Le service s’effectue dans le sens des aiguilles d’une montre, soit en coup droit pour les droitiers, soit en revers pour les gauchers.
- La trajectoire du service doit être horizontale. Un second service est accordé en cas de service non conforme.
- Au moment de la frappe, le serveur doit avoir un pied posé sur la bande de service (voir schéma).
- Le service est alterné après chaque point.

#### Point perdu
Le joueur à l’origine d’une de ces fautes perd le point.
- Le joueur touche avec la raquette, le pied ou son corps la zone adverse.
- La balle, le joueur ou la raquette touchent le mât.
- Le fil s’enroule autour du mât, autour de la raquette ou de la main.
- Le joueur frappe la balle 2 fois consécutivement.
- Le joueur n’inverse pas la trajectoire.
- Le joueur frappe le fil sans toucher la balle.
- Le joueur casse le fil.
- Les deux services sont faux.
- La raquette tombe à terre pendant l’échange (Il est important de toujours mettre la dragonne).

### Le Match de Double
Le match de double oppose quatre joueurs répartis en deux équipes. 
Dans chaque équipe, les joueurs servent, reçoivent et frappent la balle chacun leur tour. 

#### Règles du jeu
- Les règles sont les mêmes que pour le jeu en simple.
- Les fautes spécifiques au jeu en double sont :
  - la non alternance des joueurs pendant le point,
  - la réception de la balle qui n’est pas faite sur le bon joueur.
- Service :
  - L’équipe qui sert en premier annonce le premier serveur, ensuite l’autre équipe annonce le premier receveur.
  - De même qu’en simple, le service est alterné après chaque point entre les équipes.
  - Dans chaque équipe, le serveur et le receveur change à chaque point.

## Le Speed-Ball dans le monde
Le Speed-Ball est présent dans de nombreux pays d'Afrique, d'Amérique, d'Asie et d'Europe que ce soit en loisir et en compétition.

### En France
L’Association France Speed-Ball est une association loi de 1901 à but non lucratif. Elle a pour objet de promouvoir le Speed-Ball de loisir et de compétition. Son président est Mathieu Grandsire.
L’association est affiliée à la Fédération Française Sports pour Tous.
L’A.F.S.B. propose à ses adhérents la vente de matériel (balles, raquettes, goodies…), des stages de loisirs sportifs et de perfectionnement au Speed-Ball, forme les arbitres français, propose son aide à la création d'associations et à l’organisation de rencontres sportives.
Tout le monde peut adhérer à l’A.F.S.B. afin de contribuer au développement du Speed-Ball en France.

### Fédération internationale
La Fédération internationale de speed-ball (FISB) fut créée en 1984 par les membres égyptiens, français et japonais. Depuis, la compétition s'est développée et de nombreux pays ont rejoint la fédération pour les rencontres internationales (États-Unis, Canada, Chine, Autriche, Tunisie, Suisse, Slovénie, Danemark, Nigeria, Émirats arabes unis, Afghanistan, Guinée-Bissau, Palestine, Koweït, Pakistan, France).

## Compétitions internationales

### 2020 - Inde
Les prochains championnats du monde devraient avoir lieu en Inde.
L'épidémie mondiale de Covid-19 rend cette manifestation incertaine à ce jour (18/08/2020).

### 2019 - France
Du 26 au 27 octobre 2019 à Montauban ont eu lieu les derniers championnats du monde de Speed-Ball
Elle a regroupé les pays suivants : Égypte, Pologne, Tunisie, États-Unis, Algérie, Allemagne, Inde, Japon, Cameroun, Nigeria et France.

#### Classement[6]
| Epreuve           | 1er                                     | 2ème                                   | 3ème                                       |
| ----------------- | --------------------------------------- | -------------------------------------- | ------------------------------------------ |
| Super Solo hommes | Mohammed Ibrahim Nagy (EGY)             | Hani Ferchichi (TUN)                   | Louis Hamoir (FRA)                         |
| Super Solo femmes | Asmaa Hassan Abdelaal Abdelhak (EGY)    | Hiba Abidi (TUN)                       | Laura Lach (POL)                           |
| Simple hommes     | Hazem Yasser (EGY)                      | Hugo Cadet (FRA)                       | Hassen Boufayed (TUN)                      |
| Simple femmes     | Salma Abdalla (EGY)                     | Céline Lacombe (FRA)                   | Eya Boulne (TUN)                           |
| Double hommes     | Mohammed Nagah et Omar Nagah (EGY)      | Hassen Boufayed et Sofiane Rzik (TUN)  | Grégory Lacombe et Robin Dalla Costa (FRA) |
| Double femmes     | Hadia Roushdy et Habiba El Helaly (EGY) | Eya Bouine et Malek Ben Ahmed (TUN)    | Céline Lacombe et Mathilde Luans (FRA)     |
| Double mixte      | Youssef Nasr et Roaa El Helaly (EGY)    | Soufiane Rzik et Malek Ben Ahmed (TUN) | Louis Hamoir et Pauline Rodriguez (FRA)    |
| Relais            | Egypte                                  | Tunisie                                | France                                     |

| Epreuve            | 1er                | 2ème                  | 3ème                     |
| ------------------ | ------------------ | --------------------- | ------------------------ |
| Super Solo garçons | Mohamed Ryan (TUN) | Abdalla Ismail (EGY)  | Arthur Pereira (FRA)     |
| Super Solo filles  | Habiba Sameh (EGY) | Hiba Abidi (TUN)      | Laura Lach (POL)         |
| Simple garçons     | Alaa Imam (EGY)    | Axel Cadet (FRA)      | Hassen Boufayed (TUN)    |
| Simple filles      | Nada Khaled (EGY)  | Malek Ben Ahmed (TUN) | Magdalena Matusiak (POL) |